# Anderson (Missouri)
Anderson è un comune degli Stati Uniti d'America, situato nella Contea di McDonald, nello Stato del Missouri. La cittadina venne fondata alla fine del XIX secolo.
Anderson aveva, secondo il censimento del 2018, una popolazione di 2 254 abitanti.